# Igreja Paroquial de Santa Susana
A Igreja Paroquial de Santa Susana é um monumento religioso no concelho de Almodôvar, na região do Alentejo, em Portugal.

## Descrição e história
O edifício situa-se no Largo da Igreja, na povoação de Santa Susana, integrada na freguesia de São Barnabé.
integra-se na arquitectura vernacular, com elementos barrocos e maneiristas. Está disposto numa só nave e capela-mor, separados por um arco triunfal maneirista. A cobertura da capela-mor forma uma cúpula, elemento comum nos edifícios integrados nos modelos regionais da arquitectura chã. No interior destaca-se a pia baptismal quinhentista e os retábulos, ornamentados com talha dourada e policromada, de influência maneirista, e que foram produzidos por uma oficina regional, onde estavam ainda em introdução as novas tendências barrocas.
A igreja foi provavelmente edificada entre os séculos XVI, data em que também foi instalada a pia baptismal, e XVII. Os retábulos foram executados no período entre os séculos XVII e XVIII. Em 1970 o imóvel foi alvo de grandes obras por parte da Paróquia de São Barnabé, que incluíram a substituição de pavimentos e das coberturas.

## Ligações Externas
- Igreja de Santa Susana na base de dados SIPA da Direção-Geral do Património Cultural